# Małgorzata Gośniowska-Kola
Małgorzata Barbara Gośniowska-Kola (ur. 7 grudnia 1963) – polska działaczka społeczna, publicystka, przedsiębiorca i samorządowiec. W latach 2019–2020 p.o. zastępcy dyrektora generalnego Krajowego Ośrodka Wsparcia Rolnictwa, w latach 2020–2022 p.o. dyrektora generalnego KOWR, w latach 2022–2024 zastępca dyrektora generalnego KOWR.
Prezes Stowarzyszenia Huta Pieniacka. Wieloletnia działaczka na rzecz godnego upamiętniania ofiar zbrodni dokonanej na polskich mieszkańcach wsi Huta Pieniacka 28 lutego 1944. 

## Życiorys
Jej matka, Wanda Gośniowska, pochodziła ze wsi Huta Pieniacka i przeżyła mord.
Ukończyła studia na Wydziale Filologii Polskiej i Klasycznej Uniwersytetu im. Adama Mickiewicza w Poznaniu. W ramach pracy w Stowarzyszeniu Huta Pieniacka zrealizowała wiele inicjatyw, w tym we współpracy międzynarodowej w szczególności z partnerami z Ukrainy czy Czech. Przystąpiła do Prawa i Sprawiedliwości.
Z ramienia PiS bez powodzenia startowała do w 2010 sejmiku województwa lubuskiego oraz w 2014 na urząd burmistrza Wschowy (zajmując 3. miejsce spośród 5 kandydatów). W 2014 także nie została wybrana do sejmiku, jednak objęła zwolniony mandat w 2015. Uzyskiwała reelekcję w 2018 i 2024. W 2019 i 2023 bez powodzenia kandydowała do Sejmu, a w 2024 do Parlamentu Europejskiego.
Od kwietnia 2019 była p.o. zastępcy dyrektora generalnego Krajowego Ośrodka Wsparcia Rolnictwa, a od 29 października 2020 do 1 kwietnia 2022 p.o. dyrektora generalnego KOWR. Następnie do 2024 pełniła funkcję zastępcy dyrektora generalnego Krajowego Ośrodka Wsparcia Rolnictwa.

## Odznaczenia
- Krzyż Oficerski Orderu Odrodzenia Polski – 2020[5]
- Medal „Pro Patria” – 2018[6]
- Odznaka Honorowa za Zasługi dla Polonii i Polaków za Granicą – 2023[7]
- Kustosz Pamięci Narodowej (przyznana przez Instytut Pamięci Narodowej) – 2018[8]